# Берегове (Мелітопольський район)
Берегове́ — село в Україні, у Мелітопольському районі Запорізької області. Входить до складу Терпіннівської сільської громади. Населення становить 121 особу. До 2020 року орган місцевого самоврядування — Промінівська сільська рада.

## Географія
Село Берегове знаходиться на березі річки Юшанли, вище за течією на відстані 1 км розташоване село Промінь, нижче за течією на відстані 3 км розташоване селище Зарічне. Річка в цьому місці звивиста, утворює лимани і стариці.

## Населення

### Мова
Розподіл населення за рідною мовою за даними перепису 2001 року:
| Мова              | Кількість | Відсоток |
| ----------------- | --------- | -------- |
| російська         | 83        | 68.60%   |
| українська        | 22        | 18.82%   |
| кримськотатарська | 2         | 1.65%    |
| інші/не вказали   | 14        | 11.57%   |
| Усього            | 121       | 100%     |